# Göran Rothman
Georg "Göran" Johansson Rothman, född 30 november 1739 på Husebybruk i Skatelövs socken, Småland, död 4 december 1778 i Stockholm, var en svensk läkare, botanist och översättare, lärjunge till Carl von Linné. Han var son till provinsialläkaren och lektorn vid Växjö gymnasium Johan Stensson Rothman och Anna Elisabeth Rudebeck. Fadern var Linnés lärare i Växjö.
Han skrevs in vid Uppsala universitet 1757 och blev fil. kand. där 1764 och promoverades till fil. mag. 1761 och till med. dr 1763. Han var därefter verksam som läkare i Stockholm och en period på Åland. Han var sekreterare i Collegium medicum 1766–1773 och karantänsläkare 1770–1772. Rothman har vid sidan av sin läkarpraktik översatt skrifter av Voltaire (1694–1778) och Alexander Pope (1688–1744).

## Resor
Rothmans resor innebar studier av dels skärgården kring Åland 1766, dels tre år i Tunisien och Libyen 1773–1776 på uppdrag av Svenska Vetenskapsakademien. Framme i Tripoli kunde han knappt vistas ute på grund av de osäkra förhållandena. Regimen hade inte särskilt god kontroll över folkstammarna utanför staden och Rothman fick inte med sig mycket av värde. Hans dagbok och växtsamlingar förvaras i de Bergianska samlingarna av Kungliga Svenska Vetenskapsakademien i Stockholm. "De Raphania - Om dragsjukan" från 1763 är ett exempel på efterlämnade dokument.